# Viktor Pavičić
Viktor Pavičić (ur. 15 października 1898 w Gospiciu, zm. 20 stycznia 1943 w Stalingradzie) – pułkownik, dowódca 369 Chorwackiej Dywizji Piechoty, pułku, który walczył na froncie wschodnim i brał udział w bitwie stalingradzkiej. Zastąpił poprzedniego dowódcę, pułkownika Ivana Markulja, i został zastąpiony przez ppłk Marko Mesića 15 stycznia. Zmarł w Stalingradzie w dniu 20 stycznia 1943 roku.
Przed przejęciem dowództwa nad 369 Chorwacką Dywizją Piechoty, płk Pavičić był komendantem Chorwackiej Akademii Wojskowej Niepodległego Państwa Chorwackiego w Zagrzebiu, gdzie nauczył się dobrze mówić po niemiecku. Nie wiadomo, czy oprócz wiedzy teoretycznej i kilku książek na temat taktyki miał doświadczenie w operacjach bojowych przed przyjazdem do Rosji.
Pavičić dowodził 369 Chorwacką Dywizją Piechoty od początku bitwy stalingradzkiej do 15 stycznia 1943 roku. W ostatnich dniach sierpnia Chorwaci pod dowództwem Pavičicia walczyli w ruinach fabryki „Czerwony Październik”, odpierając sowiecki kontratak idący wzdłuż linii kolejowej. 22 września stał się także dowódcą 369 Chorwackiego Pułku Piechoty. Pavičić stał się jedynym oficerem 369 Chorwackiej Dywizji Piechoty, który otrzymał Krzyż Żelazny (stało się to 16 października 1942 roku, za heroiczną obronę fabryki) dla wojskowych na froncie wschodnim. Pavičić umiejętnie prowadził żołnierzy od lata 1942 do stycznia 1943, lecz i tak poniósł duże straty. W grudniu 1942 był w złej kondycji psychicznej. Wydawał rozkazy nieistniejącym żołnierzom. 10 stycznia 1943 roku napisał do 100 Dywizji Piechoty Lekkiej list w którym informował o sytuacji swoich żołnierzy. Pavičić napisał, że jego żołnierze są zmęczeni, nie mają nawet czasu się umyć i ogolić i że pełnią mało istotną rolę w bitwie. Stwierdził, że gdy ma tylko kilku rannych ludzi, czuje się bezużyteczny. Zasugerował, iż mógłby go zastąpić podpułkownik Marko Mesić, a on sam powróciłby do Stockerau, skąd planowano, by 369 Chorwacka Dywizja Piechoty wyruszyła na Bałkany, gdzie rozwijał się ruch partyzancki.
20 stycznia 1943 roku Viktor Pavičić próbował wylecieć ze Stalingradu. Nie wiadomo co się z nim stało. Jego samolot mógł zostać zestrzelony lub sam Pavičić mógł być zastrzelony za dezercję. Pierwsza wersja jest bardziej prawdopodobna, gdyż sierżant Ervin Juric widział, że rozkazy odlotu dotarły do Pavičića.